# Rivers of Nihil
Rivers of Nihil (рус. Реки Ничего) — американская техничная дэт-метал-группа из Рединга, штат Пенсильвания. В настоящее время они подписаны с лейблом Metal Blade Records. Группа выпустила два мини- и четыре полноформатных альбома. Их третий релиз, Where Owls Know My Name (2018), дебютировал 61 позиции в чарте Billboard 200, разойдясь за первую неделю в количестве 2750 экземпляров.

## История
Rivers of Nihil была сформирована в 2009 году. Они записали свой первый мини-альбом Hierarchy в том же году с вокалистом группы Century Карсоном Словаком, который продюсировал многочисленные работы других групп, таких как August Burns Red, Texas in July и Black Crown Initiate (Словак позже работал с группой в их втором и третьем студийных альбомах, также приняв участие в написании песни «Terrestria III: Wither» в альбоме Where Owls Know My Name). В этот период группа открывала концерты для таких групп, как Decapitated, Decrepit Birth, Suffocation, Dying Fetus и Misery Index.
В 2011 году группа вместе с продюсером Леном Кармайклом записала свой второй мини-альбом Temporality Unbound. На песню «(sin)Chronos» было выпущено музыкальное видео. В феврале 2012 года сайт MetalSucks назвали Rivers of Nihil «лучшей новой дэт-металлической группой, которую вы услышите в этом году».
10 декабря 2012 года Metal Blade Records объявили, что подписали контракт с Rivers of Nihil, и выпустили демо на песню «Rain Eater». Лейбл также объявил, что группа будет работать с Эриком Рутаном из Hate Eternal, Morbid Angel и Cannibal Corpse над записью своего первого студийного альбома в Mana Recording Studios в Тампе. Группа выпустила альбом The Conscious Seed of Light 15 октября 2013 года. Обложка была создана Дэном Сигрейвом, который также занимался оформлением следующих двух альбомов группы.
Rivers of Nihil вернулись в студии Atrium, чтобы снова поработать со Словаком над вторым полноформатным студийным альбомом Monarchy, который был выпущен 21 августа 2015 года. За первую неделю было продано 1175 копий альбома. 17 августа 2015 года Monarchy стал доступен для прослушивания на стриминговых сервисах.
7 сентября 2017 года группа объявила в Facebook, что они вернулись в Atrium Audio и снова работают со звукорежиссёрами Карсоном Словаком и Грантом МакФарландом. Группа наняла барабанщика The Kennedy Veil Джареда Кляйна для записи ударных. 16 марта 2018 года группа выпустила Where Owls Know My Name, а также видеоклип на песню «A Home». Сайт Metal Injection восторженно отозвался об альбоме, дав ему оценку 10/10.
Осенью 2019 года Rivers Of Nihil гастролировали вместе с Black Crown Initiate, MØL и Orbit Culture. В этом туре группа полностью исполнила Where Owls Know My Name, а также пригласила саксофониста Зака Страуза.
В июле 2021 года группа анонсировала четвёртый альбом, The Work, выход которого запланирован на 24 сентября того же года. Гитары и синтезатор были записаны в домашней студии гитариста Броуди Аттли, остальные инструментальные партии и вокал были записаны в Atrium Audio, где записывались предыдущие альбомы коллектива. Также Rivers of Nihil анонсировали тур по Северной Америке и Европе с сентября по декабрь 2021 года.

## Дискография
Полноформатные альбомы
- The Conscious Seed of Light (2013)
- Monarchy (2015)
- Where Owls Know My Name (2018)
- The Work (2021)
- Rivers Of Nihil (2025)

Мини-альбомы
- Hierarchy (2010)
- Temporality Unbound (2011)

## Состав
| Текущий состав - Джейк Диффенбах — вокал (2009 — настоящее время) - Броуди Аттли — соло-гитара, клавишные, программирование (2009 — настоящее время) - Адам Биггс — бас-гитара, бэк-вокал (2009 — настоящее время) - Джон Топор — ритм-гитара (2014 — настоящее время) - Джаред Кляйн — ударные, бэк-вокал (2018 — настоящее время) | Бывшие участники - Дилан Поттс — ударные (2015—2017) - Алан Баламут — ударные (2014—2016) - Рон Нельсон — ударные (2009—2014) - Джон Кунц — ритм-гитара (2009—2014) |

## Комментарии
1. ↑  «Nihil» с лат. означает «Ничего».